# 周宣城
周宣城（1916年—2007年8月5日），男，江苏崇明（今属上海）人，中华人民共和国政治人物。曾任进出口管理委员会副主任。